# Saison 11 de Camping Paradis
 (avril 2020).
Si vous disposez d'ouvrages ou d'articles de référence ou si vous connaissez des sites web de qualité traitant du thème abordé ici, merci de compléter l'article en donnant les références utiles à sa vérifiabilité et en les liant à la section « Notes et références ».
 (avril 2020).
Chronologie
Saison 10  Saison 12
Cet article présente les épisodes de la onzième saison de la série télévisée Camping Paradis.

## Distribution

### Acteurs principaux
- Laurent Ournac : Tom Delormes, le propriétaire du camping
- Patrick Guérineau : Xavier Proteau, le barman et le responsable des sports
- Thierry Heckendorn : André Durieux, le régisseur
- Candiie : Audrey Dukor, la responsable d'accueil et de la supérette

### Acteur secondaire
- Patrick Paroux : Christian Parizot, le vacancier grincheux

## Liste des épisodes

### Épisode 1:Le grand saut
- Suisse : 21 juin 2019 sur RTS Un
- Belgique : 23 juin 2019 sur RTL-TVI
- France : 24 juin 2019 sur TF1

- France : 4,02 millions de téléspectateurs, soit 20,1 %[1] (moyenne des deux parties)

- Véronique Genest : Martine
- Patrick Raynal : Jean-Claude
- Sabine Perraud : Charlotte
- Anaïs Parello : Géraldine
- Honoré Berrier : Lucas
- Rose de Gouvello : Alicia
- Marion Koen : Rose
- Julia Dumont : Lucie
- Louis Le Barazer : Julien
- Cathy Darietto : Une campeuse
- Leny Sellam : Le père de Damien
- Maximilien Fussen : Un campeur
- Philippe Josserand : Un campeur
- Fanny Roger : Une campeuse

- Patrick Raynal participe pour la troisième fois à la série après "La grande invasion" et "Les douze travaux du camping".
- C'est le cinquième épisode dans lequel un personnage a un malaise après Philippe dans "Trou de mémoire" André dans "Fashion Week au camping", Gilles dans "Camping Circus" et Patrice dans "Le gendre idéal".
- Cet épisode met en avant de nombreuses familles monoparentales, celle d'Alicia faisant exception.
- Après "Nos années camping", "Famille nombreuse famille heureuse", "Indiana Camping", il s'agit du quatrième épisode dans lequel un personnage principal retrouve un ou une amie d'enfance.
- Xavier a connu sa première fois avec une amie de sa mère qui tenait un salon de toilettage.

### Épisode 2:Papa à la maison
- Belgique : 25 août 2019 sur RTL-TVI
- Suisse : 31 août 2019 sur RTS Un
- France : 2 septembre 2019 sur TF1

- France : 3,57 millions de téléspectateurs, soit 18,1 %[2] (moyenne des deux parties)

- Avy Marciano : Chris
- Caroline Bourg : Sandrine
- Rebecca Benhamour : Camille
- Yannig Samot : Sylvain
- Anne Caillon : Laetitia
- Grégory Questel : Fred
- Romane Kolkowicz : Lili
- Caroline Chirache : Éléonore

- Anne Caillon participe pour la troisième fois à la série après "Trois étoiles au camping" (un épisode dans lequel son couple traverse une crise professionnelle) et "Cœur à cœur". Mais c'est la première fois que le personnage de Parizot apparaît dans un épisode où elle joue. Yannig Samot avait joué dans "Trois Papas et une Maman".
- Il s'agit du troisième épisode dans lequel un personnage se retrouve paraplégique après Hervé dans "Miracle au camping" et Jérôme dans "Une nouvelle vie", lequel a également été diffusé un lundi 2 en France.
- Il s'agit du troisième épisode dans lequel Tom éprouve un coup de foudre pour une campeuse, après "Retrouvailles au camping" avec Clémence, et "La copine de mon pote" avec Alexandra.
- Il s'agit du deuxième épisode dans lequel on voit deux personnages qui s'appellent Laetitia et Fred après "Noces de toile".
- Il s'agit du deuxième épisode dans lequel un personnage se remet d'un grave problème de santé après "Nos années Camping".
- Il s'agit du deuxième épisode dans lequel un personnage renonce à la médecine et préfère se tourner vers une carrière artistique après "Doc Love au Camping". "La copine de mon pote" présente quant à lui une intrigue similaire sur certains points.
- Tom évoque Aurélie et Ariane, ses précédentes conquêtes. Il parle également d'Alexandra Varennes, c'est la deuxième fois qu'il tombe amoureux d'une pâtissière et c'est le quatrième épisode après "Le combat des chefs", "Le gendre idéal" et "La copine de mon pote" dans lequel il est question de cuisine. Par contre, il ne mentionne pas Clémence des "Retrouvailles au camping".
- Dans le scénario original, Sylvain se remettait d'un AVC.
- Xavier dit qu'il est originaire de Montélimar et qu'il a monté un groupe de rock au lycée Charles De Gaulle, mais dans "Indiana Camping" le lycée et sa ville d'origine diffèrent. Il semble également avoir oublié des notions de guitare qu'il possédait.
- Après "Camping Circus" et "Les 12 travaux du camping", c'est le troisième épisode dans lequel les personnages principaux partagent leur bungalow.
- Il s'agit du premier épisode depuis "Notre Belle Famille" dans lequel l'équipe au complet apparaît dans le tag, sans aucun autre personnage.
- Tom possède un CAP pâtissier.
- Tom et André ne savent pas jouer d'un instrument.
- Elsa est évoquée dans cet épisode.
- Il s'agit du premier épisode depuis "Mes premières amours" dans lequel il n y a pas de thème d'animation au camping.
- Xavier, au bar, évoque la Théorie des six degrés de séparation.

### Épisode 3:Une voix en or
- Suisse : 26 septembre 2019 sur RTS Deux
- Belgique : 29 septembre 2019 sur RTL-TVI
- France : 30 septembre 2019 sur TF1

- France : 3,77 millions de téléspectateurs, soit 18,2 %[3] (moyenne des deux parties)

- Franck Sémonin : Thierry
- Julie Bernard : Sarah
- Alix Henzelin : Rose
- Garance Teillet : Chloé
- Luce Mouchel : Muriel
- Axel Naroditzky : Hippolyte
- Omar Meftah : Ben
- Quentin Nanou : Raphaël
- Zoé de Barbarin : Jade

- Cet épisode est le deuxième épisode de la série après "Doc Love Au Camping" dans lequel Parizot joue de la guitare pour séduire une femme. Mais c'est le cinquième épisode dans lequel il tombe amoureux après le précédent, "Mon meilleur ami", "Trois papas et une maman" et "Un ange gardien au camping".
- Un des rares épisodes dans lesquels les personnages des deux histoires interagissent.
- Une tante de Tom apparaît pour la seconde fois dans la série. Dans l'épisode "L'oncle d'Amérique", il s'agissait de tante Odette interprétée par Chantal Ladesou.
- Musical Camping était aussi un épisode axé sur le chant.
- Cet épisode et le précédent ont pour point commun la musique. D'ailleurs, la chanson que Rose et Axel chante est celle de Marilou. Fabian et Gwen la chantaient dans "La copine de mon pote".
- Deuxième épisode avec Xavier blessé, troisième avec des lesbiennes.
- Selon les épisodes, Parizot semble maîtriser des activités que dans d'autres histoires, il ne pratique pas. Xavier est gaucher. Ben chante Jean-Jacques Goldman et Rose chante Louane.
- Une nouvelle vie a des points communs avec cet épisode, même numérotation de saison, même date de diffusion en Suisse, personnage qui pleure après un accident.
- Muriel possède 25 % des parts du camping, mais dans d'autres épisodes, cela n'a jamais été évoqué. André aurait eu cinq femmes.

### Épisode 4:Mariage au paradis
- Suisse : 1er novembre 2019 sur RTS Un
- Belgique : 3 novembre 2019 sur RTL-TVI
- France : 4 novembre 2019 sur TF1

- France : 3,56 millions de téléspectateurs, soit 16,4 %[4] (moyenne des deux parties)

- Jérémy Charvet : François Verney
- June Assal : Jessica Dahan
- Sophie Duez : Brigitte Verney
- Léa Swan : Philippine
- Jean Dell : Édouard Verney
- Raphaël Kahn : Jeremy
- Janis Abrikh : Marc
- Roland Marchisio : Régis Dahan

- Le mot paradis est pour la troisième fois utilisé dans le titre après "Un fantôme au paradis" et "Un coach au paradis".
- On apprend que M. Parizot a vu au moins trente fois Rabbi Jacob et qu'il est son film préféré.
- Roland Marchisio jouait aussi un veuf dans l'épisode Ça décoiffe au camping. Jean Dell, lui, jouait dans La bonne aventure. À un moment, son personnage dit "Alors, on attend pas Régis ?" ce qui est une référence au film Camping.
- Tom dit que ses parents se sont mariés au camping. Il mentionne le moment où son père est parti pour ouvrir un camping, mais que ses grands parents ne sont pas venus à la cérémonie.
- Cet épisode est le deuxième à contenir un mariage, qui se concrétise. Parizot joue pour la deuxième fois les adjoints au maire, après l'épisode "Trois campeurs et un mariage".

### Épisode 5:Ma vie est belle
- Belgique : 19 janvier 2020 sur RTL-TVI
- Suisse : 28 janvier 2020 sur RTS Un
- France : 6 juillet 2020 sur TF1

- France : 4,06 millions de téléspectateurs, soit 19,5 %[5] (moyenne des deux parties)

- Mathieu Coniglio : Le campeur
- Barbara Probst : Elsa Delormes
- Bartholomew Boutellis : Zacharie
- Esther Valding : Zoé
- Gaëlle Gauthier : Adeline
- Clarisse Lhoni Botte : Christelle, femme de Tom
- Charlotte Boillot : La campeuse à la gym
- Sarah Brooks : La jeune campeuse
- Tristan Zanchi : Jordan
- Marion Manca : La femme divorcée
- Élodie Ducoulombier : Madame Murat
- Damien Deubras : L'adjudant
- Célia Diane : Nadège, compagne de Xavier
- Nina Innocenti : Manon
- Wendy Nieto : une amie de Zoé

- L'épisode parodie le film et l'histoire éponymes de Frank Capra.
- Le premier amour de Tom s'appelait Christelle. Tom n'est pas resté avec elle parce qu'elle est partie ouvrir une salle de fitness.
- La date de diffusion en Belgique de cet épisode est la même en France que celle des épisodes L'oncle d'Amérique et le Séminaire.
- Cet épisode présente de nombreux points communs avec Cette année là, notamment la réalisation par Laurent Ournac et le fait que le personnage de Tom vive une expérience parallèle.
- Tom fête son anniversaire pour la première fois à l'écran. Jusqu'ici, seuls Audrey, Elsa, André, et quelques vacanciers avaient eu droit à ce privilège.
- Bartholomew Boutellis avait déjà participé à l'épisode Affaires de famille dans lequel Parizot fêtait son anniversaire (bien que l'événement ait été seulement suggéré).
- On retrouve Elsa dans cet épisode et d'autres éléments du camping (Franchise dans la Grande Invasion, triangle amoureux entre Tom, Xavier et une femme dans La copine de mon pote), garçon attiré par des femmes plus âgées (Ça décoiffe au camping)
- L'ange montre à Tom ce qu'il serait advenu du camping si :
  - Tom avait épousé Christelle (il s'investit trop dans le camping et conseille mal les campeurs, puis Christelle le quitte)
  - Tom avait élevé des enfants seul puisque leur mère aurait voyagé sans arrêt (il se montre trop laxiste envers ses enfants et sa fille se retrouve incarcérée) cette idée devait au départ être le potentiel de la série, mais a été abandonnée quand Laurent Ournac a pris le rôle.
  - Tom avait prospéré et le camping avait muté en franchise (Tom est un propriétaire matérialiste, André dirige le camping, Tom vouvoie Audrey et ne connaît pas son prénom, elle le vouvoie aussi)
  - Tom n'avait pas repris le camping et Elsa l'avait géré quasiment seule (camping en état d'abandon, Elsa et Zacharie ont des difficultés financières, Tom a ouvert six pâtisseries et André est son directeur des ventes).
- Patrick et Marie sont évoqués dans cet épisode, on peut même voir une photo d'eux.
- Le personnage joué par Mathieu Coniglio n'a pas de prénom. Sa femme s'appelle Adeline. Ils apparaissent dans toutes les réalités alternatives. Dans la deuxième vie, le personnage s'appelle Monsieur Meyer. Ils ont une fille, Louise.
- On peut revoir des gendarmes pour la première fois depuis l'épisode Baignade interdite.
- Cet épisode est le premier dans lequel il n y a aucune scène de nuit.
- Si Tom fête ses 35 ans, il devrait être né en 1985 mais dans Cette année là, il dit être né en 1984. De plus, Xavier est ici le seul personnage de l'équipe de la série à ne jamais l'avoir fêté ce jour à l'écran.
- Quelques erreurs dans cet épisode. Lorsque Tom et l'ange se rendent au camping pour la première fois, l'ange possède une tablette blanche, mais il ne l'a plus dans le plan suivant. Lorsqu'à la fin de sa première vie alternative, Tom traite son alter-égo de "con", l'ange ne le reprend pas mais il le réprimande gentiment quand il réitère cette action à la fin de sa troisième vie.
- Lorsque l'ange gardien récite l'état civil de Tom, il dévoile son nom complet "Thomas Maurice Raymond Delormes". C'est la première fois qu'un personnage appelle Tom par son vrai prénom depuis "Trois étoiles au camping".
- Cet épisode est le cinquantième avec M. Parizot.

### Épisode 6:Telles mères telles filles
- Belgique : 9 février 2020 sur RTL-TVI
- Suisse : date inconnue sur RTS Un
- France : 2 mars 2020 sur TF1

- France : 3,90 millions de téléspectateurs, soit 18,6 % [6] (moyenne des deux parties)

- Sandrine Quétier : Patricia
- Charlie Joirkin : Tara
- François Bérard : Antoine
- Eric Geynes : Arthur
- Louvia Bachelier : Sybille
- Laurence Oltuski: Catherine
- Arsène Jiroyan : Philippe
- Maxence Seva : Léo
- Sophie Payan : La mère à la plage
- Nathan Dellemme : Le campeur en colère
- Olivier Corcolle : Le chauffeur de taxi

- C'est le deuxième épisode à parler de mode après Fashion Week au camping.
- Lorsque Tom croit avoir déjà vu Patricia, il s'agit d'une référence au fait que Sandrine Quétier et Laurent Ournac ont co-présenté Danse avec les stars.
- L'épisode est le deuxième à parler de naturisme après "Magic Camping" où bizarrement cette pratique ne posait pas de problèmes. Il s'agit aussi du deuxième épisode où un veuf tente de refaire sa vie après "Miss Camping" qui abordait aussi le thème du défilé et où Audrey a un ex petit ami qui était en médecine après "Les mots du cœur".
- Par ailleurs, dans l'épisode précédemment cité, il y avait aussi un personnage appelé Arthur et un personnage faisant son jogging.
- Audrey embrasse pour la première fois quelqu'un à l'écran.
- L'épisode est le deuxième après "Mon beau-frère et moi " dans lequel Parizot tente de se faire des amis et le deuxième après "Trois papas et une maman" où on a un personnage qui s'appelle Tara et qui souffre de problèmes de santé.
- L'épisode est le troisième dans lequel un personnage s'appelle Arthur après "Les mots du cœur et Nos années camping." C'est aussi le quatrième avec un personnage qui s'appelle Philippe après "Trou de mémoire", "Cœur à cœur" et "Noces de toile".
- Une référence à l'épisode précédent quand Audrey et Arthur se demandent ce qui se serait passé s'ils avaient effectué d'autres choix.
- Tom, sa mère et sa sœur chantaient et dansaient sur les tubes de Patricia.
- Le morceau que Patricia et Tom chantent est en fait une chanson appartenant au répertoire musical de La chanteuse Larusso, il s'agit du titre "Tu m'oublieras".
- Cet épisode est le deuxième après "Réunions de famille" dans lequel Parizot montre sa collection de claquettes. Les deux histoires ont été écrites par Mathieu Delarive.
- Après son internat, Arthur est parti à Besançon et Audrey à Bordeaux. Ils ne se sont pas revus et étaient sortis ensemble pendant deux ans.
- André est le seul personnage de l'équipe principale à ne jamais avoir embrassé qui que ce soit à l'écran.
- À un moment, Audrey dit qu'elle est la seule fille du camping depuis son arrivée, mais cela n'est pas exact. Amandine travaillait au sein de l'équipe dans le premier épisode où Audrey apparaissait et jusqu'à la fin de la saison 9, Audrey était épaulée par Adèle pendant sept épisodes et Juliette pendant trois intrigues.
- Louvia Bachelier et Laurence Otulski ont joué dans "Les jeux de l'amour" et "Le séminaire", deux épisodes qui concluaient leurs saisons respectives. François Bérard a quant à lui été la doublure de Laurent Ournac lorsque ce dernier a réalisé des épisodes.
- Xavier avait un oncle qui s'appelait Bernard et était nudiste. Tom dit qu'il connaît le barman depuis vingt ans et que celui-ci lui a caché des choses, mais dans "La copine de mon pote", Tom dit que Xavier et lui se connaissent depuis quinze ans.
- La référence au chanteur Philippe Katerine est faite dans cet épisode.
- C'est le quatrième épisode où il pleut brièvement après "Baignade interdite", "Mon père ce breton" et "Cette année là"